# Апостольская префектура Чжаотуна
Апостольская префектура Чжаотуна (лат.  Praefectura Apostolica Chaotungensis) — апостольская префектура Римско-Католической церкви с центром в городе Чжаотун, Китай. Апостольская префектура Чжаотуна распространяет свою юрисдикцию на часть территории провинции Юньнань. Апостольская префектура Чжаотуна подчиняется непосредственно Святому Престолу.

## История
8 апреля 1935 года Римский папа Пий XI издал буллу Ad christianum, которой учредил апостольскую префектуру Чжаотуна, выделив её из апостольского викариата Юньнаньфу (сегодня — Архиепархия Куньмина).

## Ординарии апостольской префектуры
- Damian Tcheng (8.04.1935 — январь 1945);
- Joseph Kerec (1939—1951) — апостольский администратор;
- Stephan Fan Kai-ping (6.07.1951 — 1982);
  - Sede vacante — c 1982 года по настоящее время.

## Источник
- Annuario Pontificio, Libreria Editrice Vaticana, Città del Vaticano, 2003, ISBN 88-209-7422-3
- Булла Ad christianum', AAS 28 (1936), стр. 94  (лат.)